# 梭角球孢虫
梭角球孢虫（学名：Sphaerospora angulata）为球孢科球孢虫属的动物。分布于俄罗斯、日本以及辽宁、黑龙江流域等，营寄生生活，寄生在膀胱（鲤、鲫、银鲫、镜鲤）、输尿管、尿道（鲫、鲤、镜鲤）。